# 北河堀町
北河堀町（きたかわほりちょう）は、大阪府大阪市天王寺区にある町名。丁番を持たない単独町名である。

## 地理
天王寺区の南部に位置し、東と北に大道、西に堀越町、南に南河堀町、南西に悲田院町と接している。

## 世帯数と人口
2019年（平成31年）3月31日現在の世帯数と人口は以下の通りである。
| 町丁     | 世帯数  | 人口    |
| -------- | ------- | ------- |
| 北河堀町 | 703世帯 | 1,294人 |

### 人口の変遷
国勢調査による人口の推移。
| 1995年（平成7年）  | 639人   | [ 5 ] |  |
| 2000年（平成12年） | 859人   | [ 6 ] |  |
| 2005年（平成17年） | 1,116人 | [ 7 ] |  |
| 2010年（平成22年） | 1,206人 | [ 8 ] |  |
| 2015年（平成27年） | 1,296人 | [ 9 ] |  |

### 世帯数の変遷
国勢調査による世帯数の推移。
| 1995年（平成7年）  | 249世帯 | [ 5 ] |  |
| 2000年（平成12年） | 383世帯 | [ 6 ] |  |
| 2005年（平成17年） | 550世帯 | [ 7 ] |  |
| 2010年（平成22年） | 579世帯 | [ 8 ] |  |
| 2015年（平成27年） | 648世帯 | [ 9 ] |  |

## 事業所
2016年（平成28年）現在の経済センサス調査による事業所数と従業員数は以下の通りである。
| 町丁     | 事業所数 | 従業員数 |
| -------- | -------- | -------- |
| 北河堀町 | 49事業所 | 1,009人  |

## 交通
- 国道165号
- 大阪府道28号大阪高石線（上町筋）
- 玉造筋

## 施設
- 大阪市立天王寺中学校
- 天王寺幼稚園
- 近畿労働金庫 天王寺支店
- セントラルレジデンス天王寺シティタワー

## その他

### 日本郵便
- 〒543-0053[3]（集配局：天王寺郵便局[11]）